# Joseph Merk
Joseph Merk (Viena, 15 de març de 1795 - Döbling, barri de Viena, 16 de juny de 1852),va ser un conegut violoncel·lista austríac, sovint descrit com un dels més influents de la primera meitat del segle xix. També va escriure diverses composicions per a violoncel.

## Carrera
Joseph (o Josef) Merk va néixer a Viena l'any 1795. Va estudiar per primera vegada cant, guitarra i violí, però als 15 anys va ser mossegat tan greument al braç esquerre per un gos que ja no podia tocar el violí adequadament fins i tot després que la ferida s'hagués curat. Després es va dirigir al violoncel i va tenir classes amb el violoncel·lista principal de l'Òpera de la Cort de Viena, Philipp Schindlöker (1753-1827), fent un progrés tan ràpid que només un any després va ser contractat per un aristòcrata hongarès per tocar en el seu quartet de corda, on va romandre durant dos anys.
El 1815 el guitarrista Mauro Giuliani va aparèixer amb Joseph Merk, Johann Nepomuk Hummel i el violinista Joseph Mayseder en una sèrie de concerts de cambra als jardins botànics del palau de Schönbrunn (anomenat "Dukaten Concerte", pel preu de l'entrada, que era un ducat). Va actuar amb freqüència amb Mayseder al llarg de la seva carrera, i fins i tot va ser batejat com "el Mayseder del violoncel".
Després de fer una gira per les províncies austríaques, el 1816 o 1818 Merk va ser nomenat per a l'antic lloc de violoncel·lista principal del seu mestre Schindlöker a l'Òpera de la Cort de Viena.
El 1822 Franz Schubert va escriure un quartet per a veus masculines, Geist der Liebe (D.747; Op. 11, núm. 3), especialment per a un concert de Joseph Merk. Al seu torn, Merk va dedicar els seus 20 estudis, op. 11, a Schubert.
El 1823 Merk es va convertir en professor al Conservatori de Viena, romanent en aquest càrrec fins a 1848. Entre els seus alumnes hi havia Karl Leopold Böhm, Anton Träg, Jacques Franco-Mendès i Franz Knecht.
Es va relacionar amb el Triple Concert de Ludwig van Beethoven, i les seves interpretacions van ajudar a treure'l de l'obscuritat en què havia llanguit des del seu debut el 1808 (el mateix Beethoven no l'havia tocat mai en públic, a diferència dels seus concerts per a piano. Aquestes inclouen actuacions el 1825 o el 1830 amb Mayseder i el pianista Carl Maria von Bocklet.

El 1829, Frédéric Chopin, de 19 anys, va visitar Viena i li va dedicar la seva Introducció i Polonesa brillant, Op. 3, a Joseph Merk. En una carta, Chopin va escriure 
| « | <"El dijous hi va haver una vetllada a Fuchs's, quan Limmer va presentar algunes de les seves pròpies composicions per a quatre violoncels. Merk, com de costum, les va fer més belles del que realment eren amb la seva interpretació, que és tan plena d'ànima. És l'únic violoncel·lista que realment estimo".> | » |

 També es deia que Chopin havia tocat amb Merk.

Va ser anomenat k.k. Kammervirtuoso (traduït com a virtuós de la cambra imperial i reial) a l'emperador el 1834. Fins 1837-38, només cinc músics més havien rebut aquest títol especial: els violinistes Niccolò Paganini i Joseph Mayseder, el pianista Sigismond Thalberg i els cantants Giuditta Pasta i Jenny Lutzer. L'any 1836 un crític va escriure que Merk 
| « | <"suscitaria sens dubte admiració entre els qui prefereixen el cant en lloc de les dificultats alienes a la naturalesa de l'instrument. Que tots els violoncel·listes imitin el seu to, gust, interpretació i abandonin turments inútils per conquerir dificultats que No toquis mai l'ànima de ningú."> | » |

 El 1836 Friedrich August Kummer va dedicar el seu Souvenir de la Suisse, Concertino per a violoncel i orquestra, Op. 30, a Joseph Merk.
El 19 d'abril de 1838 Merk va interpretar el trio "Arxiduc" de Beethoven amb Mayseder i Franz Liszt. Liszt també va tocar en privat per a Merk, i el 23 d'abril tots dos van participar en una interpretació del Septet de Hummel per a piano, flauta, oboè, trompa, viola, violoncel i baix.
Les composicions de Joseph Merk inclouen un Concert, un Concertino, un Adagio i Rondo, una Polonesa, diversos conjunts de variacions, estudis i obres similars. La seva llista completa d'obres es pot trobar a .
Va morir al districte 19 de Döbling de Viena el 1852, als 57 anys.